# Науковий імперіалізм
Науковий імперіалізм — це термін, який, судячи з усього, ввів Елліс Т. Пауелл під час виступу перед Комонвелівським клубом Канади 8 вересня 1920 року. Він визначив імперіалізм як «почуття свавільного і примхливого панування над тілами і душами людей», а термін «науковий імперіалізм» використовував для позначення «підпорядкування всіх розвинених та нерозвинених сил Землі розумові людини».  «»
У сучасному вжитку, науковий імперіалізм відноситься до ситуацій, коли критики сприймають науку як виступаючу з позиції самовладання. Філософ науки Джон Дюпре описав це (у своїй книзі «Людська природа та межі науки» 2001 року, стор. 74) як «тенденцію просувати хорошу наукову ідею далеко за межі сфери, в якій вона була спочатку представлена, і часто далеко за межі область, в якій він може забезпечити багато світла». Він писав, що «послідовники цих підходів схильні стверджувати, що вони володіють не просто одним корисним поглядом на людську поведінку, а ключем, який відкриває двері до розуміння все більш широких сфер людської поведінки».
У науковому імперіалізмі також висуваються звинувачення проти «тих, хто вважає, що вивчення політики може і повинно бути змодельовано за природничими науками, позиція, яку найбільш рішуче захищають у Сполучених Штатах, і тих, хто не погоджується, вважаючи це прагнення методологічно необгрунтованим та етично небажаним». 

## Критика влади
У підручнику Джеремі Адельмана, Елізабет Поллард, Кліффорда Розенберга та Роберта Тігнора «Світи разом, світи окремо» Джеремі Адельман, Елізабет Поллард, Кліффорд Розенберг і Роберт Тіґнор описують наукові дослідження Джеймса Кука у XVIII столітті, визначивши науковий імперіалізм як «прагнення до влади через прагнення до знань». Артур Пікок писав, що його пізнє зневажливе вживання може відображати розчарування, яке відчувають деякі з «обмежень редуктивного сцієнтизму (наукового імперіалізму)». Він також ставить під сумнів уявлення про те, що «успішні наукові теорії є істинними або приблизно істинними моделями світу», і висловлює бажання «скинути науку з імперіалістичної позиції над філософією та теологією». Теолог і християнський апологет Дж. П. Морленд стверджує, що «міф про те, що наука є моделлю істини та раціональності, все ще панує у розумі більшої частини нашої популярної та наукової культури», зазначаючи, що «хоча філософи науки за останні кілька десятиліть мали спростувавши багато тверджень цього наукового імперіалізму, багато мислителів, безкорисливих агностиків і навіть суддів наполегливо залишаються в лещатах цієї ідеї». 

## «Релігія інтелектуалів»
Поведінковий психолог Дж.Е.Р. Стеддон визначив науковий імперіалізм як «ідею про те, що всі рішення, в принципі, можна приймати науково», і заявив, що він став «релігією інтелектуалів».  Джон Дюпре також критикував «природну тенденцію, коли у людини є успішна наукова модель, намагатися застосувати її до якомога більшої кількості проблем», і описав ці розширені програми як «небезпечні». Такі уявлення порівнюють з культурним імперіалізмом і жорсткою і нетерпимою формою інтелектуального монотеїзму.   

## Медичне дослідження
Лікар Пітер Вілмшурст використав цей термін, щоб описати «бідних людей у країнах, що розвиваються... яких використовують у дослідженнях на користь пацієнтів у розвиненому світі», і повідомив, що «наукова спільнота несе відповідальність за забезпечення того, щоб усі наукові дослідження проводились етично». Інші вважають, що фармацевтичні компанії розвиненого світу незаконно привласнюють місцеві ліки в бідних країнах. Фармаколог Елейн Елізабетскі писала, що «етнофармакологія включає низку соціально-політичних, економічних та етичних дилем на різних рівнях... часто вчені приймаючої країни, запрошені вчені та інформатори не погоджуються... дослідницькі зусилля (часто) сприймаються як науковий імперіалізм; вчені звинувачують у крадіжці рослинних матеріалів і присвоєнні традиційних знань про рослини для фінансової вигоди та/або професійного просування. Багато урядів, а також суспільства корінних народів все частіше неохоче дозволяють такі дослідження...історично ні місцеве населення, ні приймаючі країни не ділилися значною мірою ступенем фінансової вигоди від будь-якого препарату, який потрапляє на ринок... якщо ці питання не будуть детально обговорені та справедливо вирішені, дослідження лікарських рослин ризикують служити етично сумнівним цілям». 

## Дивитись також
- Антіредукціонізм
- Експериментальна політологія
- Імперіалізм
- Псевдонаука
- Науковий расизм